# Русский Юрмаш
Русский Юрмаш (баш. Урыҫ-Юрмаш) — село в Уфимском районе Башкортостана, административный центр Русско-Юрмашского сельсовета.  Согласно переписи 2020 года население составляло 1415 человек.

## Географическое положение
Расстояние до:
- районного центра (Уфа): 31 км,
- ближайшей ж/д станции (Юрмаш): 2 км.

## История

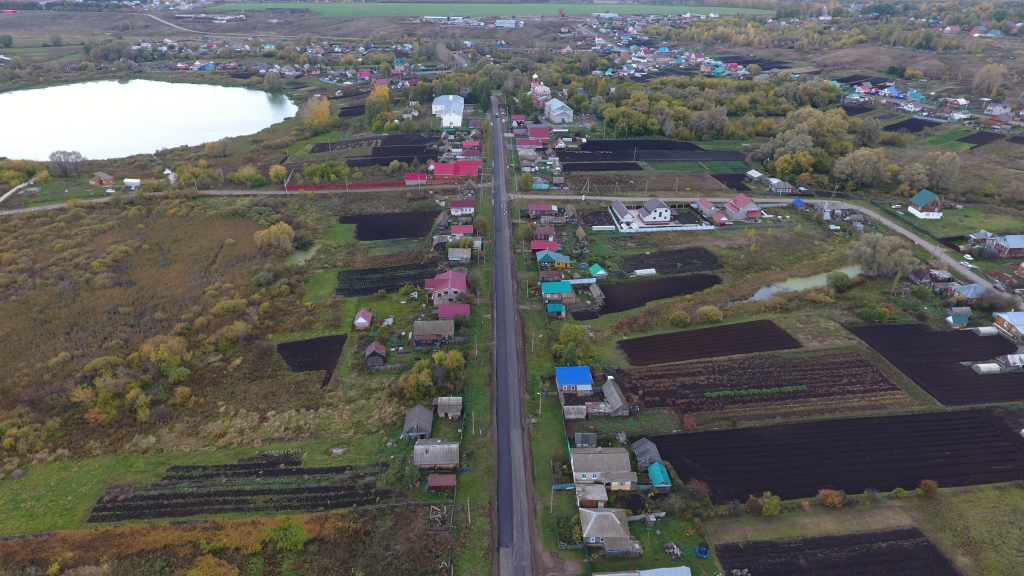
Село Русский Юрмаш с высоты

Село Русский Юрмаш появилось на карте Оренбургской губернии в 18 веке. В это время Мишиной горе (гора носила имя первого поселенца) появились беженцы. Это были крестьяне-припущенники, которые выплатили выкуп башкирам-вотчинникам. Купчая хранилась у старосты Гурьянова, но позже она пропала. Первое упоминание о селе относится к 1763 году. Тогда оно называлось "Юрмашский Починок". Самая древняя и распространенная фамилия в Русском Юрмаше- Разбежкины.
Интересно упоминание о Русском Юрмаше в «Списке населенных мест российской империи» (1877). 129 дворов, жителей: 339 мужчин, 362 женщины. Имеются 2-х классное училище, ветряная мельница. Население было чисто русским. Занимались огородничеством, пчеловодством, изготовлением деревянных изделий.
Существующая ныне церковь Серафима Саровского - это третий храм в истории села, считая от его основания. В 1769 году здесь построили первую деревянную церковь, которая просуществовала около 100 лет. Уничтоженное в 1850 г. пожаром здание было заменено вторым, тоже деревянным. Согласно «Памятной книжке Уфимской губернии» (1873), этот храм носил имя св. Великомученика Дмитрия. Прихожанами храма были жители окрестных деревень: Волковой, Березовки, Борищевой, Ильинки (ныне Крючевка), Холмской, Атаево, Куяновой, Николаевки, Хутора Боссе, Бурцевой, Куртачевой. При церкви с 1862 г. существовало училище, где обучалось 7 мальчиков.
Любопытно упоминание о хранившемся в этом храме антиминсе, освященном ещё в 1769 г. преосвященным Варфоломеем, епископом вятским и Великопермским (1764-1774). Возможно, этот храм был временным, поскольку уже в 1890-х годах началось сооружение каменного, завершившегося в 1900 году. Его архитектура типична для своего времени. Можно предполагать, что здание строилось по одному из «образцовых» проектов. В облике чувствуется влияние христианских построек Византии и Азии. 
Школа в селе была основана в 1895 г. Размещалась она в простой деревенской избе. В 1904 г. было построено типовое здание церковно-приходской школы. Основана она земской управой на средства населения Русско-Юрмашского прихода. В школе было 3 класса и обучалось в ней 60-70 учеников. Начинали учиться с 12-13 лет, а заканчивали в 15-16 лет. Учащимися были не только жители села, но и деревень Крючевка, Волково, Шмидтово, Шамонино, Бурцево, Исаково, Туляки. После революции школа стала начальной, т.е. 4-х классной, с 1939 г.- семилеткой, с 1961 г.- восьмилеткой, а с 1989 г.- средней.
После революции начинается организация колхозов. В 1929 г. был организован колхоз «Путь Ильича», который впоследствии переименовали в «Заветы Ильича». В 1991 г. колхоз переорганизован в совхоз «Энергетик».
В 1930-1933 гг. председателем колхоза была Разбежкина Пелагея Михайловна.
В Великую Отечественную войну 371 человек ушел на фронт из села Русский Юрмаш и деревни Крючевка. 292 человека погибли и пропали без вести.
В 1957 г. население сельского поселения составляло 2573 человек.
В настоящее время в состав сельского поселения Русско-Юрмашский сельсовет входят следующие населенные пункты: с. Русский Юрмаш, д. Крючевка, д. Шмидтово, д. Шамонино, д. Бурцево, д. Южная (бывшая Волково). На территории сельского поселения находятся две средних общеобразовательных школы, два детских сада, два фельдшерско-акушерских пункта, дом культуры (д. Шмидтово), сельский клуб (с. Русский Юрмаш), магазины, ООО «Агрохозяйство «Энергетик», ООО «Травник Гордеев», ООО Юрмашский завод металлоконструкций.

## Население
| 2002 | 2009  | 2010  |
| ---- | ----- | ----- |
| 1120 | ↗1190 | ↗1198 |

Национальный состав
Согласно переписи 2002 года, преобладающая национальность — русские (65 %).

## Религия
В селе есть православная церковь Святого Преподобного Серафима Саровского - памятник истории и архитектуры.

## Люди, связанные с селом
- Валенти́н Алексе́евич Пе́гов (род. 1 января 1950 года) — тренер. Заслуженный тренер РСФСР (1987), мастер спорта России международного класса (2006), судья всесоюзной категории по дзюдо (1978). Заслуженный работник физической культуры РБ (2000).
- Пегов, Виктор Николаевич (1938—2018) — советский и российский живописец, Заслуженный художник БАССР. Заслуженный работник культуры России.